# Székely himnusz
L'himne Sícul va néixer el 1921, les seves lletres van ser compostes per György Csanády i la seva música va ser composta per Kálmán Mihalik. La intenció dels autors no era formar un veritable himne per al poble szekler; Originalment una cançó temàtica d'un joc de misteri interpretada a Budapest sota el títol de La cançó de Bujdosó, i no es va imprimir fins a 1940. Al llarg de les dècades, però, s'ha convertit en una expressió del sentit de pertinença dels hongaresos, i encara que va estar a la llista de cançons prohibides a Romania i Hongria fins al 1989, la seva propagació no va poder ser aturada per les autoritats. Avui en dia s'ha convertit en una cançó coneguda i popular, des de 2009 ha estat l'himne oficial de Szeklerland. ISWC ID T-007.191.527-9.